# Charlo
Charlo (m. 1910) fou cap dels bitterroot salish, fill del cap Victor. El 1872 va rebre l'ordre del president Ulysses S. Grant de traslladar-se de les seves terres a la reserva índia Flathead. Malgrat la seva oposició, decidí no donar suport la revolta dels nez percé. El 1876 el govern de Montana va imposar una taxa a les propietats índies, i s'hi va enfrontar amb mètodes pacífics. Però el 1891 amb uns 157 partidaris fou obligat a traslladar-se a la reserva Flathead, on hi va morir el 1910.